# Neumania tenuipalpis
Neumania tenuipalpis är en kvalsterart som beskrevs av Marshall 1922. Neumania tenuipalpis ingår i släktet Neumania och familjen Unionicolidae. Inga underarter finns listade i Catalogue of Life.